# 뉴욕 시립 대학교

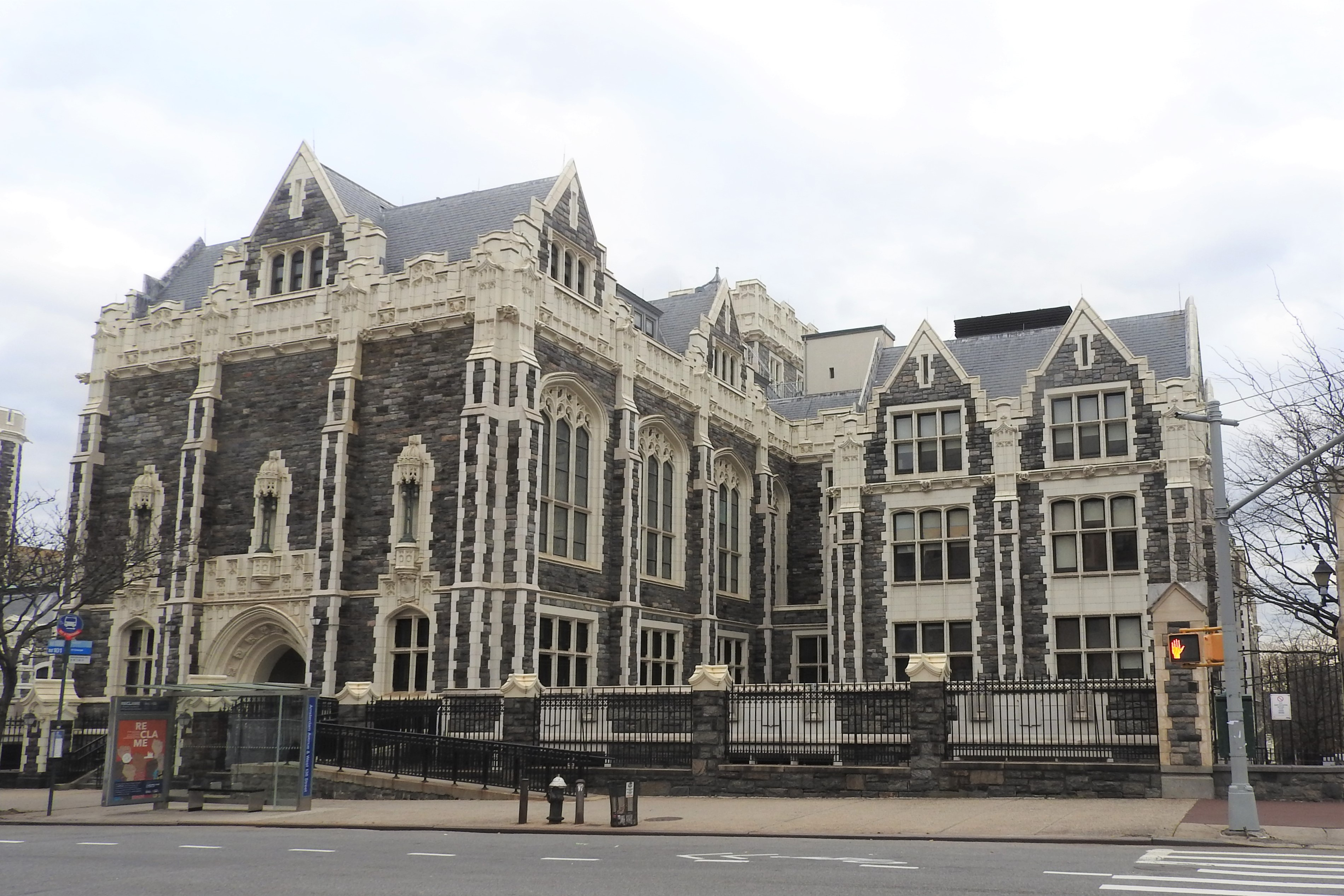

뉴욕 시립 대학교(City University of New York)는 흔히 큐니(CUNY)로도 불리며 미국 뉴욕 시에 위치한 공립대학교의 연합체이다. 뉴욕 주에 산재해있는 뉴욕 주립 대학교와는 다른 독립적인 대학 시스템이며 뉴욕 주정부로부터의 지원만 받는 뉴욕주립대와는 다르게 뉴욕 주정부와 뉴욕 시에서 모두 재정지원을 받는다. 총 13명의 노벨상 수상자를 배출했으며 7명의 로즈 장학생을 배출했다.

## 역사
1847년 외교관 타운젠드 해리스에 의해 설립되었으며 설립당시 저렴한 학비로 인해 "프롤레타리아의 하버드"로 불리며 많은 석학들을 배출해 냈다. 1961년, 넬슨 록펠러에 의해서 뉴욕시립대와 여학교였던 헌터 칼리지, 브루클린에 위치한 브루클린 칼리지 그리고 퀸즈 칼리지가 통합되며 뉴욕시립대학교 체계가 재정비되었다. 1차 세계대전 이후 아이비리그 대학은 유대계 학생들을 받아들이지 않았고, 아이비리그 대학에 입학 할 수 없었던 많은 유대계 학자와 지식인들이 뉴욕시립대학교에서 공부했고 가르쳤다.

## 구성
뉴욕시 내에 위치한 24개의 기관이 소속되어 있으며, 총 6,700명의 전임 교수진과 514,000명의 학생들이 속해 있다. 독립적으로 운영되는 각 단과대학과 대학본부와의 관계는 마치 옥스퍼드 대학교의 그것과 흡사한데, 대학전체를 나타내는 University는 각 College와 그 College들에 속한 School들의 연합체이며, University에서 운영하는 대학원에서는 석사와 박사학위를 수여하고 특성화된 각각의 연구기관이 위치해 있고, 구성 단과대학을 나타내는 College는 독립적으로 운영되며, 학사와 석사 학위를 수여하고, 입학 기준도 College 마다 다르며, 유명한 전공이 거의 겹치지 않는다. 뉴욕시립대학교 시스템의 산하에 7개의 커뮤니티 칼리지도 두고 있다.

### 대학교
- 버룩 칼리지 (Baruch College)
- 브루클린 칼리지 (Brooklyn College)
- 시티 칼리지(City College)
- College of Staten Island
- 헌터 칼리지 (Hunter College)
- John Jay College of Criminal Justice
- Lehman College
- Medgar Evers College
- New York City College of Technology(City Tech)
- 뉴욕시립대학교 퀸즈 칼리지(Queens College)
- York College

### 대학원
- 뉴욕시립대학교 대학원(CUNY Graduate Center)
- 뉴욕시립대학교 법학전문대학원 (CUNY School of Law)
- 뉴욕시립대학교 저널리즘 대학원 (CUNY Graduate School of Journalism)
- 뉴욕시립대학교 의학전문대학원(CUNY School of Medicine)
- 뉴욕시립대학교 공공보건대학원 (CUNY School of Public Health)

### 기타 교육기관
- CUNY School of Professional Studies
- Bronx Community College
- Queensborough Community College
- Borough of Manhattan Community College
- Kingsborough Community College
- Laguardia Community College
- Hostos Community College
- Guttman Community College

## 유명 교수진
- 데니스 설리번, 수학자, 울프상 수상
- 데이비드 하비, 지리학자
- 미치오 카쿠, 물리학자
- 브랑코 밀라노비치, 경제학자
- 스탠리 밀그램, 사회심리학자
- 제시 더글러스, 수학자, 필즈상 수상
- 폴 크루그먼, 경제학자, 노벨경제학상 수상
- 엘리 위젤, 정치운동가, 노벨평화상 수상
- 해리 마코위츠, 경제학자, 노벨경제학상 수상

## 같이 보기
- 뉴욕 주립 대학교